# Jeú
Jeú (português brasileiro) ou Jeua (português europeu) (em hebraico: יָהוּא; romaniz.: 'Yēhūʾ; lit. "Yah é Ele"; em acádio: 𒅀𒌑𒀀; romaniz.: Ya'úa) foi o décimo rei de Israel, conhecido por exterminar a casa de Acabe. Ele era filho de Josafá, e neto de Ninsi. Reinou durante 28 anos e foi sucedido por seu filho Joacaz.

## História
Jeú era um comandante em Ramote-Gileade, e logo foi ungido pelo profeta Eliseu, com missão de acabar com a casa de Acabe. 
Em 842 a.C., Jorão, o filho de Acabe, voltou ferido para Jezreel após uma guerra contra Hazael, rei de Arã-Damasco, seu sobrinho Acazias, rei de Judá, o acompanhou. Quando soube que Jeú estava vindo em Jezreel, Jorão enviou dois de seus cavaleiros para enviar mensagens, mas foram capturados. Então, Jorão não teve outra escolha senão ir para fora da cidade. Depois de saber que Jeú era um usurpador, Jorão tentou fugir, mas o capitão atingiu uma flecha que perfurou o coração, assim matando-o, e depois matou seu sobrinho Acazias.

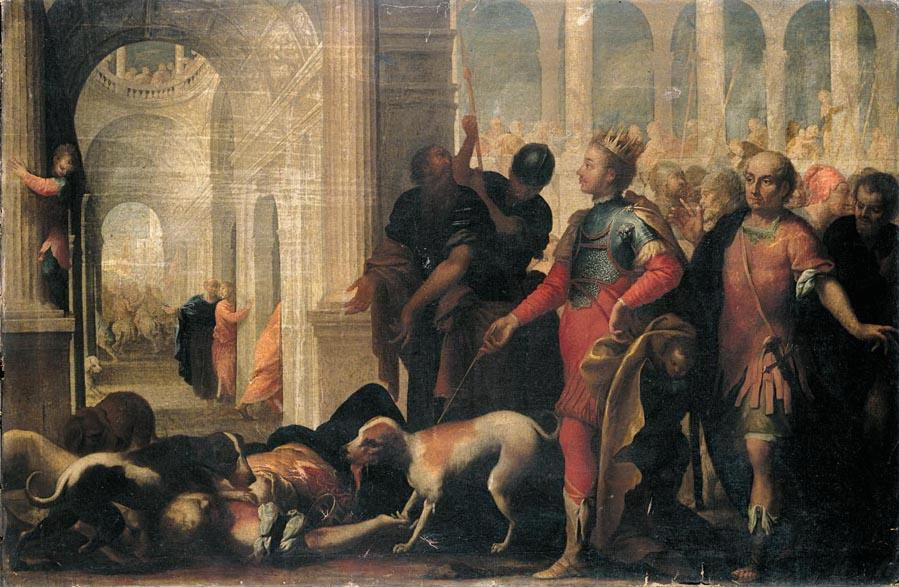
"A morte de Jezabel" por Andrea Celesti.

Após isso, Jeú e seus guardas foram para o palácio de Jezreel para matar Jezabel, pediu para os eunucos atirar ela do segundo andar do palácio e atropelou a rainha, fazendo com que ela moresse. Depois de algum tempo, Jeú pediu para que enterrarem o corpo de Jezabel, mas não o encontrou senão a caveira, os pés e as mãos.

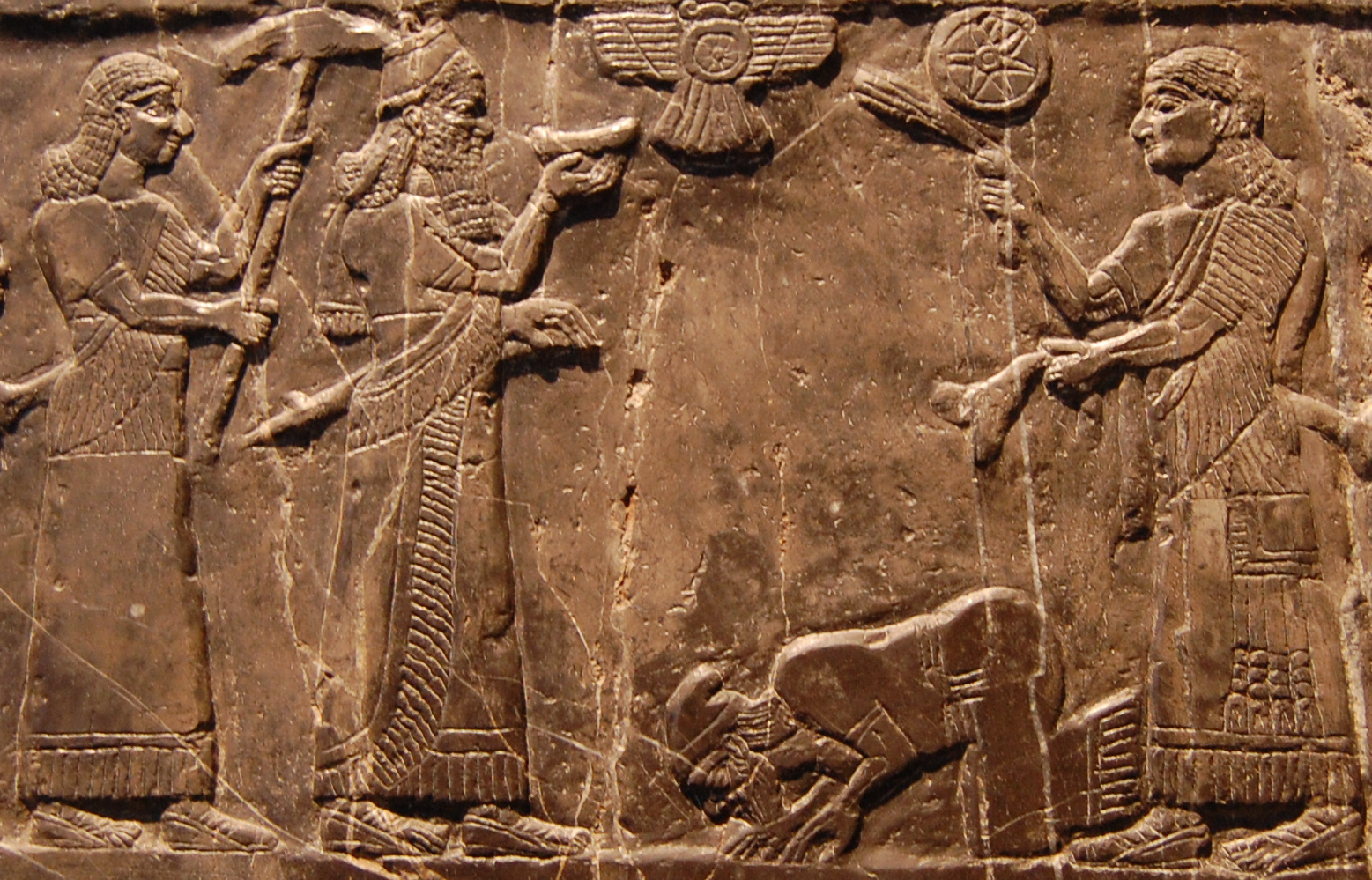
Jeú no Obelisco Negro de Salmanaser III.

Jeú havia muitos feitos durante seu reinado, como exterminar a casa de Acabe, matar os adoradores de Baal, guerras contra Hazael e oferecer tributos a Salmanaser III, o rei da Assíria, conforme está escrito no Obelisco Negro.

## Outros significados
- O profeta Jeú, filho de Hanani, que advertiu o rei Josafá e o rei Baasa. Seu pai Hanani advertiu o rei Asa, pai de Josafá.
- Soldado da tribo de Benjamim que seguiu o rei Davi.